# Таратумб (театр)
«Тарату́мб» — частный российский театр кукол, основанный Ольгой Шайдуллиной и Антоном Калипановым. Свой первый спектакль «Сказки Гофмана, подслушанные котом Муром» они поставили в 2010 году. Позже театр получил название по имени старинного армянского поселения Таратумб.

## Спектакли
- 2022 — «Морж, учитель и поэт»[4] по двум повестям Артура Гиваргизова[5]. Спектакль включён журналом Форбс в список 10 лучших семейных спектаклей[6].
- 2019 — «Как найти Вифлеем», музыкальный кукольный спектакль, совместно с  Московской филармонией[7][8].
- 2017 — «И дольше века длится день» по одноимённой повести Чингиза Айтматова, совместно с Музеем истории ГУЛАГа. В 2018 году спектакль был удостоен премии «Золотая маска» в номинации «лучший спектакль театра кукол»[9] и специального приза «За историческую правду» жюри 9 Международного фестиваля татров кукол «Петрушка великий»[10].
- 2016 — «Аленький цветочек»[3].
- 2015 — «Сказка о богатыре Кахрамоне, волшебной птице Симург и восточной царевне»[3].